# Gran Premio di Spagna 2019
Il Gran Premio di Spagna 2019 è stata la quinta prova della stagione 2019 del campionato mondiale di Formula 1. La gara, corsa domenica 12 maggio 2019 sul circuito di Catalogna a Montmeló, è stata vinta dal britannico Lewis Hamilton su Mercedes, al suo settantaseiesimo successo nel mondiale. Hamilton ha preceduto sotto la bandiera a scacchi il suo compagno di scuderia, il finlandese Valtteri Bottas e l'olandese Max Verstappen su Red Bull Racing-Honda.

## Vigilia

### Sviluppi futuri
Viene annunciato che, dal 2020, il Gran Premio del Brasile non si disputerà più sul circuito di Interlagos, ma in una nuova struttura da costruirsi vicino a Rio de Janeiro.

### Aspetti tecnici
La Pirelli, fornitrice unica degli pneumatici, annuncia che, per il gran premio, fornisce coperture di mescola soft (C3), medie (C2) e hard (C1).
La Federazione Internazionale dell'Automobile stabilisce, per questa gara, due zone di attivazione del Drag Reduction System: la prima lungo il rettilineo principale, con punto per la determinazione del distacco fra piloti posto prima dell'ultima curva, mentre la seconda zona è indicata tra la curva 9 (Campsa) e la curva 10 (La Caixa), con detection point fissato prima della curva 9.
La Scuderia Ferrari porta una prima evoluzione della power unit. La Shell, fornitrice di carburante e lubrificanti per la casa italiana, porta un nuovo tipo d'olio per il motore. Le altre due scuderie che utilizzano la power unit della Ferrari, ovvero Haas e Alfa Romeo proseguono a impiegare la versione precedente. Anche la Renault introduce un nuovo motore termico, però solo sulle vetture costruite dalla casa, e non anche sulle monoposto della McLaren, scuderia cliente.

### Aspetti sportivi
L'ex pilota di Formula 1, lo statunitense Danny Sullivan, è nominato commissario aggiunto per la gara. Ha svolto tale funzione anche in passato, l'ultima al Gran Premio d'Australia.
Daniel Ricciardo è penalizzato di tre posizioni sulla griglia di partenza per l'incidente avvenuto con Daniil Kvjat nella gara precedente.

## Prove

### Resoconto
Il pilota della Mercedes Valtteri Bottas è il più rapido, nella prima sessione del venerdì. Il finlandese ha staccato di un decimo Sebastian Vettel e di circa due l'altro pilota della Scuderia Ferrari, Charles Leclerc. La sessione di Bottas è terminata dopo soli 19 giri: un problema idraulico ha costretto il pilota a interrompere anzitempo le sue prove.
L'altro pilota della scuderia anglo-tedesca, Lewis Hamilton, ha chiuso quarto, a sei decimi dal compagno di scuderia; il campione del mondo si è maggiormente interessato sulla messa a punto della monoposto per la gara. Il britannico ha preceduto Romain Grosjean su Haas e Carlos Sainz Jr. su McLaren. Sono risultate in difficoltà le due Red Bull Racing: Max Verstappen, solo dodicesimo, non ha potuto completare la sessione, per un problema alla sua power unit.
La pista è risultata poco gommata, provocando così anche qualche sbavatura da parte dei piloti. La sessione è stata interrotta a pochi minuti dal termine previsto, per l'uscita di pista di Lance Stroll della Racing Point, alla curva 9. La vettura è andata a colpire le barriere, con il pilota che è rimasto incolume.
Bottas si è confermato anche nella sessione pomeridiana del venerdì. In questa fase si è portato al secondo posto il compagno di team Hamilton, staccato di meno di cinque centesimi dal tempo del primo. Terzo ha chiuso Leclerc, staccato di tre decimi dal leader; il monegasco ha preceduto il compagno di scuderia, Sebastian Vettel. Le Mercedes risultano più rapide delle Ferrari soprattutto nell'ultima parte del tracciato, ove conta maggiormente la trazione. Hanno recuperato posizioni le due Red Bull Racing, con Verstappen quinto e Gasly settimo. Davanti a quest'ultimo si è posto il connazionale Grosjean.
Al sabato il più rapido è l'altro pilota della Mercedes, Lewis Hamilton. Il britannico ha preceduto di oltre mezzo secondo Charles Leclerc, mentre chiude terzo Bottas, staccato di 24 millesimi dal monegasco. Bottas è terminato fuori pista, alla curva 5, a bassa velocità, a circa metà di sessione. Il finnico non ha potuto riprendere la sessione, che è stata anche interrotta con bandiera rossa, per consentire ai commissari di recuperare la monoposto.
Alle spalle di Leclerc si è classificato Sebastian Vettel, che ha preceduto le due Haas. La sessione è stata poi interrotta prima del termine per un incidente che ha coinvolto George Russell, che ha sbattuto contro le barriere alla curva 4.

### Risultati
Nella prima sessione del venerdì si è avuta questa situazione:
| Pos | Nº | Pilota           | Costruttore | Tempo    | Gap    | Giri |
| --- | -- | ---------------- | ----------- | -------- | ------ | ---- |
| 1   | 77 | Valtteri Bottas  | Mercedes    | 1'17"951 |        | 19   |
| 2   | 5  | Sebastian Vettel | Ferrari     | 1'18"066 | +0"115 | 20   |
| 3   | 16 | Charles Leclerc  | Ferrari     | 1'18"172 | +0"221 | 20   |

Nella seconda sessione del venerdì si è avuta questa situazione:
| Pos | Nº | Pilota          | Costruttore | Tempo    | Gap    | Giri |
| --- | -- | --------------- | ----------- | -------- | ------ | ---- |
| 1   | 77 | Valtteri Bottas | Mercedes    | 1'17"284 |        | 35   |
| 2   | 44 | Lewis Hamilton  | Mercedes    | 1'17"333 | +0"049 | 35   |
| 3   | 16 | Charles Leclerc | Ferrari     | 1'17"585 | +0"301 | 42   |

Nella sessione del sabato mattina si è avuta questa situazione:
| Pos | Nº | Pilota          | Costruttore | Tempo    | Gap    | Giri |
| --- | -- | --------------- | ----------- | -------- | ------ | ---- |
| 1   | 44 | Lewis Hamilton  | Mercedes    | 1'16"568 |        | 14   |
| 2   | 16 | Charles Leclerc | Ferrari     | 1'17"099 | +0"531 | 16   |
| 3   | 77 | Valtteri Bottas | Mercedes    | 1'17"123 | +0"555 | 9    |

## Qualifiche

### Resoconto
Il primo pilota a fare segnare un tempo significativo è Sebastian Vettel, presto battuto dal compagno di scuderia Charles Leclerc. Poco dopo Nico Hülkenberg tocca il muro alla curva 4, danneggiando il musetto della sua Renault, mentre George Russell effettua un testacoda.
Vettel si riporta al comando della graduatoria, prima di essere battuto, questa volta, da Max Verstappen. Valtteri Bottas batte, a sua volta, il tempo dell'olandese, mentre l'altro pilota della Mercedes, Lewis Hamilton, non riesce a fare meglio del pilota della Red Bull Racing, e si pone terzo. Le Haas si confermano in grande forma, con Kevin Magnussen a mezzo secondo da Bottas e Romain Grosjean entro i primi dieci.
Dopo l'incidente dei primi minuti torna in pista anche Hülkenberg, che però è solo quindicesimo, facendosi eliminare da Sergio Pérez, con Lando Norris che rimonta fino al sesto posto. Oltre al tedesco vengono eliminati Lance Stroll, Antonio Giovinazzi e i due piloti della Williams.
In Q2 Valtteri Bottas ferma il cronometro sull'1'16"269, prima che Lewis Hamilton faccia segnare il record della pista, in 1'16"038. Vettel chiude a sei decimi, mentre l'altro ferrarista Leclerc è a quasi un secondo e mezzo. Nelle posizioni di rincalzo Norris ottiene il settimo tempo, Kimi Räikkönen si migliora, ma è solo dodicesimo, mentre Albon è ottavo, rapidamente battuto da Magnussen, quinto. Questi risultati portano Leclerc in zona di eliminazione.
Bottas si prende il record della pista, abbattendo il muro del minuto e sedici. Leclerc migliora, scala quarto, a 8 decimi dal tempo del finnico. Sono eliminati Norris, Albon, Sainz Jr., Räikkönen e Pérez.
Nella fase finale Lewis Hamilton è il primo pilota a ottenere un tempo, con 1'16"040, presto migliorato da Valtteri Bottas, che abbassa ancora il record del tracciato, con 1'15"406. Vettel prende il terzo posto, davanti alle due Red Bull e le due Haas, mentre Leclerc attende ancora ai box; la sua vettura presenta vibrazioni. Il suo tempo è solo il quinto, dopo il primo tentativo.
Bottas non si migliora nell'ultimo giro veloce, così come non ne sono capaci gli altri piloti. Per il finlandese è la nona pole position nel mondiale, la terza consecutiva. Hamilton completa la prima fila tutta Mercedes. La seconda fila è di Vettel e Verstappen.

### Risultati
Nella sessione di qualifica si è avuta questa situazione:
| Pos                         | Nº | Pilota             | Costruttore               | Q1       | Q2       | Q3       | Griglia |
| --------------------------- | -- | ------------------ | ------------------------- | -------- | -------- | -------- | ------- |
| 1                           | 77 | Valtteri Bottas    | Mercedes                  | 1'16"979 | 1'15"924 | 1'15"406 | 1       |
| 2                           | 44 | Lewis Hamilton     | Mercedes                  | 1'17"292 | 1'16"038 | 1'16"040 | 2       |
| 3                           | 5  | Sebastian Vettel   | Ferrari                   | 1'17"425 | 1'16"667 | 1'16"272 | 3       |
| 4                           | 33 | Max Verstappen     | Red Bull Racing-Honda     | 1'17"244 | 1'16"726 | 1'16"357 | 4       |
| 5                           | 16 | Charles Leclerc    | Ferrari                   | 1'17"388 | 1'16"714 | 1'16"588 | 5       |
| 6                           | 10 | Pierre Gasly       | Red Bull Racing-Honda     | 1'17"862 | 1'16"932 | 1'16"708 | 6       |
| 7                           | 8  | Romain Grosjean    | Haas-Ferrari              | 1'18"042 | 1'17"066 | 1'16"911 | 7       |
| 8                           | 20 | Kevin Magnussen    | Haas-Ferrari              | 1'17"669 | 1'17"272 | 1'16"922 | 8       |
| 9                           | 26 | Daniil Kvjat       | Scuderia Toro Rosso-Honda | 1'17"914 | 1'17"243 | 1'17"573 | 9       |
| 10                          | 3  | Daniel Ricciardo   | Renault                   | 1'18"385 | 1'17"299 | 1'18"106 | 13      |
| 11                          | 4  | Lando Norris       | McLaren-Renault           | 1'17"611 | 1'17"338 | N.D.     | 10      |
| 12                          | 23 | Alexander Albon    | Scuderia Toro Rosso-Honda | 1'17"796 | 1'17"445 | N.D.     | 11      |
| 13                          | 55 | Carlos Sainz Jr.   | McLaren-Renault           | 1'17"760 | 1'17"599 | N.D.     | 12      |
| 14                          | 7  | Kimi Räikkönen     | Alfa Romeo Racing-Ferrari | 1'18"132 | 1'17"788 | N.D.     | 14      |
| 15                          | 11 | Sergio Pérez       | Racing Point-BWT Mercedes | 1'18"286 | 1'17"886 | N.D.     | 15      |
| 16                          | 27 | Nico Hülkenberg    | Renault                   | 1'18"404 | N.D.     | N.D.     | PL      |
| 17                          | 18 | Lance Stroll       | Racing Point-BWT Mercedes | 1'18"471 | N.D.     | N.D.     | 16      |
| 18                          | 99 | Antonio Giovinazzi | Alfa Romeo Racing-Ferrari | 1'18"664 | N.D.     | N.D.     | 18      |
| 19                          | 63 | George Russell     | Williams-Mercedes         | 1'19"072 | N.D.     | N.D.     | 19      |
| 20                          | 88 | Robert Kubica      | Williams-Mercedes         | 1'20"254 | N.D.     | N.D.     | 17      |
| Tempo limite 107%: 1'22"367 |    |                    |                           |          |          |          |         |

In grassetto sono indicate le migliori prestazioni in Q1, Q2 e Q3.

## Gara

### Resoconto
Alla partenza Sebastian Vettel attacca il duo della Mercedes affiancandosi alle due monoposto alla prima curva, senza però avere lo spunto necessario per passare davanti. Il tedesco, dopo la seconda curva, è invece passato da Max Verstappen, e soffre poi per una gomma spiattellata al momento del tentativo di attacco alle vetture tedesche. Al comando, invece, si impone Lewis Hamilton su Valtteri Bottas, con il campione del mondo che pone subito un certo margine sul compagno di squadra. Alle spalle di Vettel si pone invece Charles Leclerc, seguito da Pierre Gasly, Romain Grosjean, Kevin Magnussen e Daniil Kvjat.
La classifica resta congelata fino al dodicesimo giro, quando Leclerc, dopo un paio di inutili tentativi, viene lasciato passare da Vettel. Il battistrada Hamilton, al giro 16, ha 3"7 di vantaggio su Bottas, 10" su Verstappen, 14"8 su Leclerc e 18"9 su Vettel. Il tedesco effettua la sua prima sosta già al ventesimo giro, optando per gomme medie.
Il giro seguente si ferma anche Max Verstappen, per proteggersi dalla manovra della Ferrari: l'olandese opta ancora per gomme soft, quelle con cui ha affrontato la partenza, costringendosi così a una seconda sosta obbligatoria. Leclerc si ferma solo al giro 26, ma sceglie gomme di mescola dura. Nei due giri successivi si fermano anche le due Mercedes, prima quella di Valtteri Bottas, poi quella di Lewis Hamilton. Entrambi passano da gomme morbide a gomme medie. La classifica resta, di fatto, immutata nelle posizioni di testa.
Ora Vettel è più rapido del suo compagno di team, ma riesce a superarlo solo al giro 37. Il giro successivo Kvjat passa Magnussen, per l'ottava piazza. Al quarantunesimo giro Sebastian Vettel effettua la seconda sosta, montando gomme medie: il tedesco rientra in gara alle spalle di Gasly, che però riesce a passare quasi subito. Verstappen attende il giro 44, e rientra in pista alle spalle di Charles Leclerc, ma davanti ancora a Vettel.
Al giro 46 c'è un contatto tra Lando Norris e Lance Stroll, alla seconda curva. La direzione di gara, dopo l'incidente tra i due, è costretta a inviare in pista la safety car, per consentire la pulizia della pista dai detriti. Le due Mercedes approfittano per effettuare la loro seconda sosta, in cui entrambi i piloti rimontano gomme soft, usate. Rientra ai box anche Leclerc, che passa dalle hard alle medium: il monegasco cede la posizione a Verstappen e Vettel.
Alla ripartenza Hamilton mantiene il comando della gara, Vettel non è capace di passare Verstappen, mentre Leclerc resiste a fatica all'attacco di Pierre Gasly. Poco dopo le due Haas lottano per la settima posizione, con Grosjean che esce di pista alla seconda curva, ma può continuare la gara. Al giro 58 il francese va a contatto con Carlos Sainz Jr., con Grosjean nuovamente nella via di fuga, alla seconda curva. Al sessantesimo giro quest'ultimo cede la posizione anche a Kvjat.
Lewis Hamilton vince per la settantaseiesima volta nel mondiale, davanti a Valtteri Bottas e Max Verstappen. Per la Mercedes è la quinta doppietta consecutiva. I primi tre classificati, ripropongono lo stesso identico podio dell'edizione 2018: tale evento si era verificato solo per le edizioni 1964 e 1965 del Gran Premio di Gran Bretagna (con Jim Clark primo, Graham Hill secondo e John Surtees terzo), per le edizioni 1998 e 1999 dello stesso Gran Premio di Spagna (con Mika Häkkinen primo, David Coulthard secondo e Michael Schumacher terzo) e per le edizioni 2012 e 2013 del Gran Premio del Bahrein (con Sebastian Vettel primo, Kimi Räikkönen secondo e Romain Grosjean terzo).

### Risultati
I risultati del Gran Premio sono i seguenti:
| Pos | Nº | Pilota             | Costruttore               | Giri | Tempo/Ritiro             | Griglia | Punti |
| --- | -- | ------------------ | ------------------------- | ---- | ------------------------ | ------- | ----- |
| 1   | 44 | Lewis Hamilton     | Mercedes                  | 66   | 1h35'50"443              | 2       | 26    |
| 2   | 77 | Valtteri Bottas    | Mercedes                  | 66   | +4"074                   | 1       | 18    |
| 3   | 33 | Max Verstappen     | Red Bull Racing-Honda     | 66   | +7"679                   | 4       | 15    |
| 4   | 5  | Sebastian Vettel   | Ferrari                   | 66   | +9"167                   | 3       | 12    |
| 5   | 16 | Charles Leclerc    | Ferrari                   | 66   | +13"361                  | 5       | 10    |
| 6   | 10 | Pierre Gasly       | Red Bull Racing-Honda     | 66   | +19"576                  | 6       | 8     |
| 7   | 20 | Kevin Magnussen    | Haas-Ferrari              | 66   | +28"159                  | 8       | 6     |
| 8   | 55 | Carlos Sainz Jr.   | McLaren-Renault           | 66   | +32"342                  | 12      | 4     |
| 9   | 26 | Daniil Kvjat       | Scuderia Toro Rosso-Honda | 66   | +33"056                  | 9       | 2     |
| 10  | 8  | Romain Grosjean    | Haas-Ferrari              | 66   | +34"641                  | 7       | 1     |
| 11  | 23 | Alexander Albon    | Scuderia Toro Rosso-Honda | 66   | +35"445                  | 11      |       |
| 12  | 3  | Daniel Ricciardo   | Renault                   | 66   | +36"758                  | 13      |       |
| 13  | 27 | Nico Hülkenberg    | Renault                   | 66   | +39"241                  | PL      |       |
| 14  | 7  | Kimi Räikkönen     | Alfa Romeo Racing-Ferrari | 66   | +41"803                  | 14      |       |
| 15  | 11 | Sergio Pérez       | Racing Point-BWT Mercedes | 66   | +46"877                  | 15      |       |
| 16  | 99 | Antonio Giovinazzi | Alfa Romeo Racing-Ferrari | 66   | +47"691                  | 18      |       |
| 17  | 63 | George Russell     | Williams-Mercedes         | 65   | +1 giro                  | 19      |       |
| 18  | 88 | Robert Kubica      | Williams-Mercedes         | 65   | +1 giro                  | 17      |       |
| Rit | 18 | Lance Stroll       | Racing Point-BWT Mercedes | 44   | Collisione con L. Norris | 16      |       |
| Rit | 4  | Lando Norris       | McLaren-Renault           | 44   | Collisione con L. Stroll | 10      |       |

Lewis Hamilton riceve un punto addizionale per avere segnato il giro più veloce della gara.

## Classifiche mondiali

### Piloti
| Pos | Pilota           | Punti |
| --- | ---------------- | ----- |
| 1   | Lewis Hamilton   | 112   |
| 2   | Valtteri Bottas  | 105   |
| 3   | Max Verstappen   | 66    |
| 4   | Sebastian Vettel | 64    |
| 5   | Charles Leclerc  | 57    |
| 6   | Pierre Gasly     | 21    |
| 7   | Kevin Magnussen  | 14    |
| 8   | Sergio Pérez     | 13    |
| 9   | Kimi Räikkönen   | 13    |
| 10  | Lando Norris     | 12    |
| 11  | Carlos Sainz Jr. | 10    |
| 12  | Daniel Ricciardo | 6     |
| 13  | Nico Hülkenberg  | 6     |
| 14  | Lance Stroll     | 4     |
| 15  | Alexander Albon  | 3     |
| 16  | Daniil Kvjat     | 3     |
| 17  | Romain Grosjean  | 1     |

### Costruttori
| Pos | Costruttore               | Punti |
| --- | ------------------------- | ----- |
| 1   | Mercedes                  | 217   |
| 2   | Ferrari                   | 121   |
| 3   | Red Bull Racing-Honda     | 87    |
| 4   | McLaren-Renault           | 22    |
| 5   | Racing Point-BWT Mercedes | 17    |
| 6   | Haas-Ferrari              | 15    |
| 7   | Alfa Romeo Racing-Ferrari | 13    |
| 8   | Renault                   | 12    |
| 9   | Scuderia Toro Rosso-Honda | 6     |